# Алберт фон Тьоринг-Щайн
Алберт фон Тьоринг-Щайн (на немски: Albert von Törring zu Stein; * 26 октомври 1578, Щайн (част от Траунройт), Бавария; † 12 април 1649, Регенсбург) е граф от старата благородническа фамилия Тьоринг в Горна Бавария, епископ на Регенсбург (1613 – 1649).

## Живот
Алберт фон Тьоринг става на 30 май 1610 г. на 31 години свещеник в Регенсбург. На 22 октомври 1613 г. е избран за епископ на Регенсбург и е помазан за епископ на 17 февруари 1614 г. На 20 април 1614 г. той служи като епископ.
През 1633 г. шведската войска на Бернхард фон Саксония-Ваймар нахлува в Регенсбург. Алберт бяга първо в своето имение Пьохларн в Долна Австрия, връща се по-късно обратно и е затворен във Вюрцбург. През 1634 г. Регенсбург е завладян обратно от императорската и баварската войска. През 1616 г. Алберт фон Тьоринг-Щайн построява дворцовата капела в дворец Вьорт на Дунав.
Алберт фон Тьоринг-Щайн умира на 70 години на 12 април 1649 г. в Регенсбург. Следващият епископ на Регенсбург е Франц Вилхелм фон Вартенберг (1649 – 1661).
Алберт фон Тьоринг-Щайн е чичо на Адам Лоренц фон Тьоринг-Щайн (1614 – 1666), епископ на Регенсбург (1663 – 1666).